# Bank of Maharashtra
Банк Махараштры (англ. Bank of Maharashtra) — национализированный банк, находящийся в собственности Министерства финансов Индии. По состоянию на декабрь 2021 года у банка было 2001 отделение и 15 миллионов клиентов по всей стране. У него самая большая сеть отделений среди всех национализированных банков в штате Махараштра. По состоянию на 31 декабря 2020 года общий объем операций банка превысил 266 млрд рупий.
Акции Банка Махараштры прошли листинг на Национальной фондовой бирже Индии и Бомбейской бирже.

## История
Банк Махараштры был зарегистрирован в Пуне 16 сентября 1935 года с уставным капиталом в 1 миллион долларов США и начал действовать 8 февраля 1936 года. Его основателями стали В. Г. Кале и Д. К. Сате. Банк оказывал финансовую помощь малому бизнесу и дал жизнь многим промышленным компаниям. Банк был национализирован в 1969 году.
2 декабря 2018 года управляющим директором и главным исполнительним директором банка стал А. С. Раджив. 31 декабря 2018 года исполнительным директором стал Хемант Кумар Тамта. 10 марта 2021 года пост исполнительного директора занял А. Б. Виджаякумар.

## Виды деятельности
Банк Махараштры это розничный банк, осуществляющий операции как для физических, так и юридических и лиц (расчётные и платёжные операции, привлечение вкладов, предоставление ссуд, а также операции на рынке ценных бумаг и посреднические операции). Банк занимается ипотечным кредитованием, персональном банковском обслуживанием, управлением активами, в том числе частным капиталом, а также выпускает и обслуживает кредитные карты.